# Verfügungsverbot
Ein Verfügungsverbot (im Falle der Übertragung eines Rechts auch Veräußerungsverbot genannt) verbietet es dem Berechtigten, über sein Recht zu verfügen. Man unterscheidet rechtsgeschäftliche und gesetzliche Verfügungsverbote, ferner unter den gesetzlichen die relativen und absoluten Verfügungsverbote. In all diesen Fällen fehlt dem Verfügenden die Verfügungsbefugnis.
Die Einordnung gesetzlicher Regelungen unter Verfügungsverbote, über die der Berechtigte nicht verfügen kann, ist umstritten. Ein Standpunkt betrachtet solche Vorschriften als absolute gesetzliche Verfügungsverbote, während die Gegenauffassung argumentiert, dass dem Berechtigten die Verfügung nicht verboten ist, sondern per Gesetz im Vorfeld unmöglich gemacht wird (Verfügungsbeschränkung).

## Rechtsgeschäftliche Verfügungsverbote
§ 137 BGB statuiert, dass durch Vertrag vereinbarte Verfügungsverbote nicht die Wirksamkeit einer dennoch getroffenen Verfügung berühren, kann jedoch zu Schadensersatzansprüchen führen.
Beispiel: V ist Eigentümer eines Gemäldes und vereinbart mit D, dass er das Gemälde nicht verkaufen werde. Dennoch veräußert V das Gemälde an K.
Obgleich V und D vereinbart hatten, dass V nicht über das Gemälde verfügen soll, wurde K Eigentümer. D kann sich lediglich an V halten und Schadensersatz verlangen.
Dennoch ist es nach § 399 BGB möglich, ein rechtsgeschäftliches Verfügungsverbot bei Abtretung einer Forderung zu vereinbaren. In diesem Fall hat das pactum de non cedendo abweichend von den allgemeinen Regeln dingliche Wirkung, bei Verstoß ist die Abtretung also unwirksam.

## Gesetzliche absolute Verfügungsverbote
Gesetzliche Verfügungsverbote sind Verbotsgesetze im Sinne des § 134 BGB. Eine dennoch getätigte Verfügung ist demnach grundsätzlich unwirksam, weil das Verfügungsgeschäft nichtig ist. Diese strenge Konsequenz zieht das BGB aber nur für die absoluten Verfügungsverbote, die nicht nur den Schutz bestimmter Personengruppen, sondern der Allgemeinheit bezwecken.
Gesetzliche absolute Verfügungsverbote sind in § 1365 Abs. 1 S. 2, § 1369, § 1643 und  § 1812 BGB enthalten. Ein gutgläubiger Eigentumserwerb scheidet aus, weil der Verfügende ja tatsächlich Inhaber des Rechts ist und der gute Glaube an die Verfügungsbefugnis grundsätzlich nicht geschützt wird.
Beispiel: V ist Eigentümer einer Waschmaschine und mit D verheiratet. Ohne Einwilligung von D veräußert V die Waschmaschine an K.
Obgleich V Eigentümer der Waschmaschine ist, also Berechtigter ist, kann K kein Eigentum an der Waschmaschine erwerben, da die Waschmaschine nach § 1369 BGB ein Gegenstand ist, der dem Haushalt dient und D nicht eingewilligt hat. Zweck der Vorschrift ist es, die stoffliche Substanz des Familienzusammenlebens zu schützen. K kann jedoch einem Vierten das Eigentum an der Waschmaschine verschaffen, sofern die Voraussetzungen des gutgläubigen Erwerbs vorliegen und ein solcher nicht an § 935 BGB scheitert.
Ob § 1424 BGB ein absolutes oder relatives Verfügungsverbot darstellt ist umstritten. Die Norm steht im Titel über die Gütergemeinschaft und findet deshalb nur Anwendung, sofern die Gütergemeinschaft per Ehevertrag ausdrücklich vereinbart wurde. Somit stellt § 1424 BGB auch eine Art rechtsgeschäftliches Verfügungsverbot dar. Bei der Annahme, § 1424 BGB wäre ein relatives Verfügungsverbot, würde ein Vergleich mit den Parallelvorschriften bei der Zugewinngemeinschaft zu einem seltsamen Ergebnis führen. Folge wäre nämlich, dass in der Gütergemeinschaft mit einem weniger an Berechtigung (die Ehegatten sind nur Gesamthandseigentümer) ein mehr an Verkehrsschutz erreicht werden würde, weil bei Annahme eines relativen Verfügungsverbotes ein gutgläubiger Erwerb möglich wäre (§ 135 Abs. 2 BGB). Richtigerweise muss wohl von einem absoluten Verfügungsverbot ausgegangen werden, weil es ansonsten auch zu der paradoxen Situation komme würde, dass das dingliche Geschäft wirksam ist und das Verpflichtungsgeschäft nicht (§ 1424 Abs. 1 Satz 1 Halbs. 2 BGB). Das erlangte Eigentum wäre daher nicht kondiktionsfest und könnte gemäß § 812 Abs. 1 S. 1, 1. Alt. BGB zurückverlangt werden.

## Gesetzliche relative Verfügungsverbote
Für Verfügungsverbote, die nur den Schutz bestimmter Personen bezwecken (relative Verfügungsverbote) sieht das BGB nicht einfach Unwirksamkeit vor, sondern regelt die Rechtsfolgen in § 135 BGB gesondert. Die Verfügung ist demnach nicht allgemein, sondern nur dem geschützten Personenkreis gegenüber unwirksam. Außerdem werden die Vorschriften über den  gutgläubigen Erwerb vom Nichtberechtigten für entsprechend anwendbar erklärt.
Das BGB enthält nur in § 473 BGB ein relatives gesetzliches Verfügungsverbot. Die praktische Bedeutung des relativen gesetzlichen Verfügungsverbotes rührt deshalb eher daher, dass § 136 BGB für gerichtliche Veräußerungsverbote auf die relativen gesetzlichen verweist. Darunter fallen etwa einstweilige Verfügungen, Beschlagnahmen und der Verfall bis zur Rechtskraft des Urteils (§ 73e StGB).